# Russi in Estonia
La comunità dei russi in Estonia è stimata in 320 000 cittadini, la maggior parte dei quali vive nelle aree urbane delle contee di Harju e Ida-Viru. L'Estonia vanta una storia tricentenaria di insediamenti su piccola scala costruiti dai Vecchi credenti russi lungo il lago dei Ciudi. La maggior parte dei russi trasferitisi in Estonia si è spostata nel periodo sovietico.

## Primi contatti
I termini estoni per indicare i russi, vene e venelane, derivano dall'antico prestito germanico veneð, usato in riferimento ai Venedi, i quali si esprimevano in una lingua slava e vivevano sulla costa meridionale del Mar Baltico.
Il principe Jaroslav I della Rus' di Kiev sconfisse i Ciudi nel 1030 e costruì il forte di Jurjev (nell'odierna Tartu), sopravvissuto fino al 1061, anno in cui gli abitanti di Kiev furono scacciati dalla tribù dei Sosoli.
Un insediamento proto-russo medievale era quello di Kuremäe, in Vironia. La comunità ortodossa della zona costruì una chiesa nel XVI secolo e nel 1891 nacque il convento di Pühtitsa proprio su quel sito. L'influenza culturale dei russi lasciò un segno sulla lingua estone, come evince da una serie di parole quali "turg" (commercio) e "rist" (croce) adottate dallo slavo orientale.
Nel 1217, un esercito congiunto di ugauni e novgorodiani difese la roccaforte di Otepää dai crociati tedeschi, i quali avevano cominciato ad affacciarsi nei Paesi baltici. Il principe sostenuto dai novgorodiani Vetseke morì nel 1224 con tutta la sua družina per non consentire ai Cavalieri portaspada guidati da Alberto di Riga di espugnare la fortezza di Tarbatu.
Le chiese ortodosse e le piccole comunità di mercanti e artigiani orientali si stanziarono nelle città della Livonia, così come permasero i da poco intrattenuti legami commerciali con la Repubblica di Novgorod e i principati di Pskov e Polack. Nel 1481, Ivan III di Russia pose l'assedio al castello di Fellin (Viljandi) e conquistò in breve diverse città della Confederazione livoniana in risposta a un precedente attacco a Pskov. Tra il 1558 e il 1582, Ivan il Terribile conquistò gran parte della Livonia continentale nel corso della guerra di Livonia, ma alla fine i russi dovettero piegarsi agli eserciti lituano-polacchi e svedesi. Lo zar Alessio conquistò nuovamente le città della Livonia orientale, tra cui Dorpat (Tartu) e Nyslott (Vasknarva) tra il 1656 e il 1661, ma dovette cedere queste terre alla Svezia.

## Dal XVII secolo al 1940

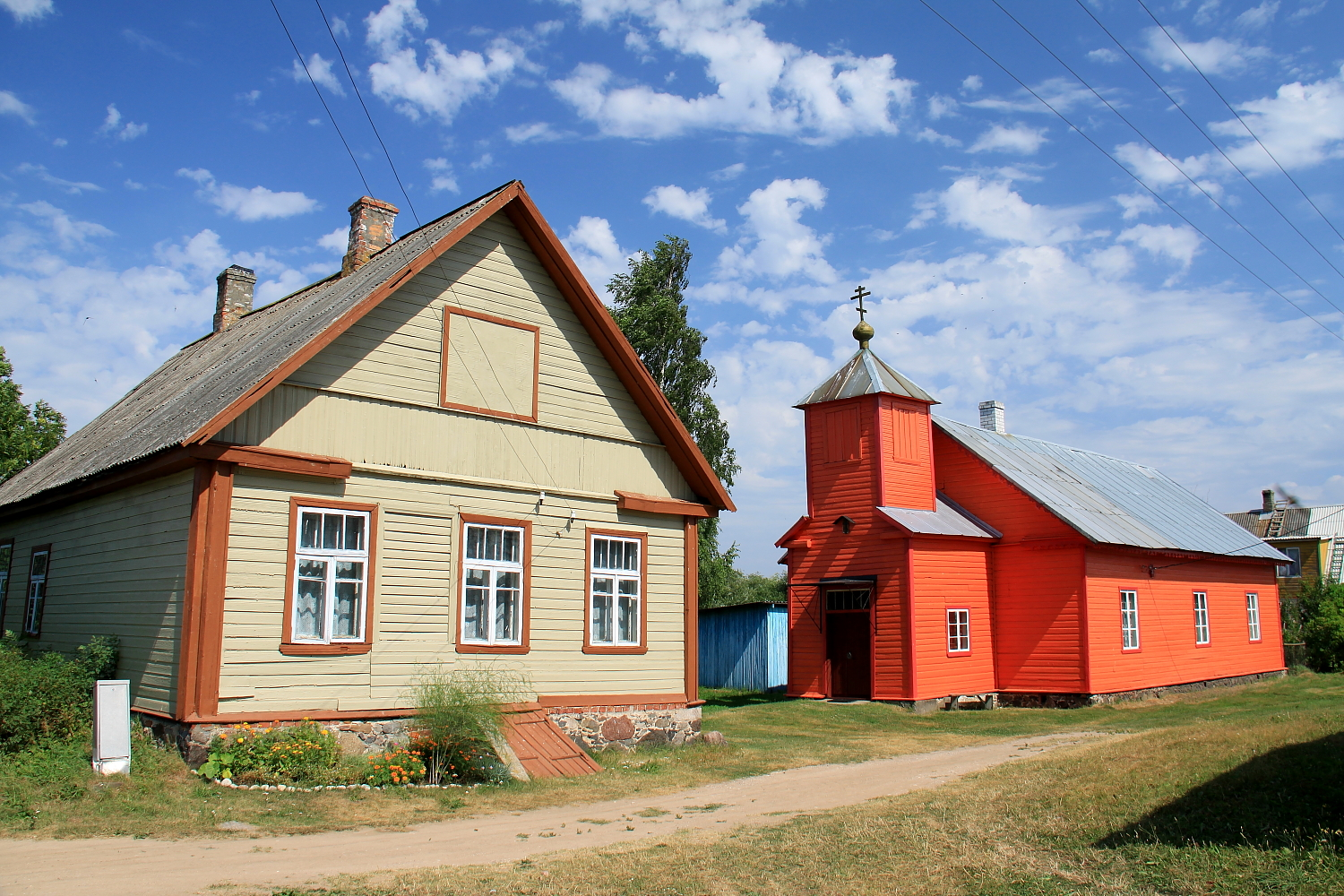
Un villaggio russo di vecchi credenti con una chiesa a Piirissaar, sul lago dei Ciudi

L'inizio del continuo processo di insediamento russo in quella che oggi è l'Estonia risale alla fine del XVII secolo, quando diverse migliaia di Vecchi credenti russi, sfuggiti alla persecuzione religiosa in Russia, si stabilirono in aree allora una parte dell'Impero svedese vicino alla costa occidentale del lago dei Ciudi.
Nel XVIII secolo, dopo la grande guerra del nord, i territori dell'Estonia divisi in Governatorato dell'Estonia e della Livonia entrarono a far parte dell'Impero russo ma preservarono l'autonomia locale e furono amministrati in modo indipendente dalla nobiltà tedesco-baltica locale attraverso un Consiglio regionale feudale (in tedesco: Landtag). La seconda ondata migratoria giunse in concomitanza della conquista della regione del Baltico settentrionale, inclusa l'Estonia, a scapito della Svezia nel 1700-1721. Sotto il dominio russo, il potere nella regione rimase principalmente nelle mani della nobiltà tedesca, ma un numero limitato di incarichi amministrativi fu gradualmente assunto dai russi, stabilitisi a quel tempo presso Reval (Tallinn) e in altre grandi città.
Un numero relativamente più alto di lavoratori di etnia russa si stabilì a Tallinn e Narva durante la fase di sviluppo industriale alla fine del XIX secolo e all'inizio del XX secolo. Dopo la prima guerra mondiale, la quota di etnia russa nella popolazione dell'Estonia indipendente ammontava al 7,3%. Circa la metà di questi erano russi che vivevano a Narva, Ivangorod, nell'Ingria estone e nella contea di Petseri, annesse al territorio dell'Estonia ai sensi del trattato di pace di Tartu del 1920, per poi ritornare in mano alla RSFS Russa (eccezion fatta per Narva) nel 1944.
Nel periodo interbellico, i russi, in armonia con una legge del 1925 che tutelava le minoranze etniche, istituirono autogoverno culturali. Lo stato tollerò la presenza della Chiesa ortodossa russa e divenne la patria di molti emigrati che decisero di trasferirsi all'indomani della Rivoluzione d'ottobre del 1917.

## Seconda guerra mondiale e RSS Estone

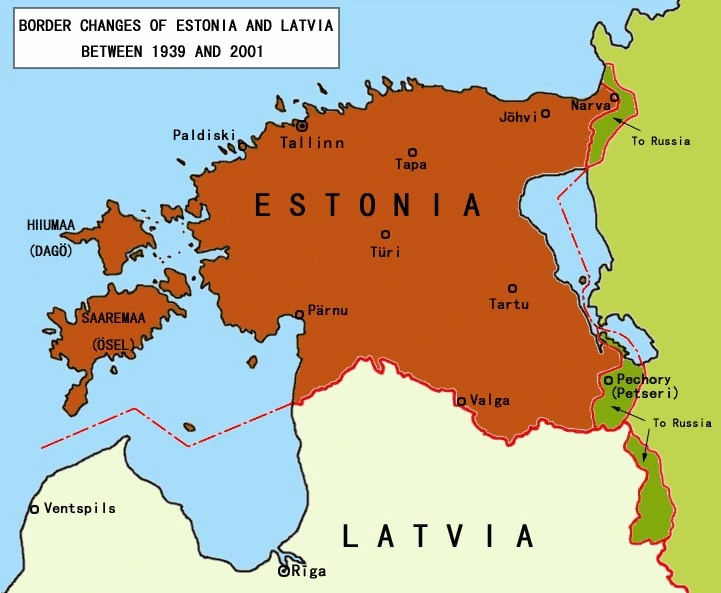
Mappa dell'Estonia immediatamente antecedente al 1940. La maggior parte dei russi si era stanziata nelle regioni orientali del Paese

Ai sensi del patto Molotov-Ribbentrop del 1939, l'Unione Sovietica occupò gli Stati baltici nel 1940: seguì dunque un'intensa repressione degli estoni etnici. Secondo Sergei Isakov, quasi tutte le società, i giornali, le organizzazioni di etnia estone furono chiuse nel 1940 e i loro attivisti perseguitati. La vecchia nazione, rinominata in Repubblica Socialista Sovietica Estone, rimase annessa all'URSS fino al 1991, ad eccezione del periodo di occupazione nazista tra il 1941 e il 1944. Dopo che infatti la Germania dichiarò guerra a Mosca nel 1941, i Paesi Baltici caddero in brevissimo tempo sotto il controllo tedesco e molti russi, soprattutto membri dei partiti comunisti locali giunti nella zona nei mesi precedenti, si ritirarono: chi cadde in mano alla Wehrmacht fu fatto prigioniero è, il più delle volte, ucciso. A guerra terminata, gli abitanti di Narva precedentemente evacuati dai tedeschi non furono per la maggior parte autorizzati a fare ritorno.
Durante l'epoca sovietica, il governo centrale seguì un programma di rimpiazzo dell'elemento estone prevedendo misure favorevoli per chi aveva interesse a trasferirsi verso ovest (russificazione). Nel corso delle drammatiche deportazioni, migliaia di cittadini estoni furono deportati nelle aree interne della Russia (principalmente in Siberia) e un gran numero di cittadini sovietici di lingua russa continuò ad essere incoraggiato a stabilirsi in Estonia. Nelle contee di Ida-Viru e Harju, città come Paldiski, Sillamäe e Narva andarono incontro ad una pulizia etnica e gli estoni finirono per diventare una piccola minoranza. A fronte di tale politica, la popolazione russa in Estonia è cresciuta dalle circa 23.000 persone nel 1945 alle 475.000 nel 1991, con un totale della popolazione slava che misurava 551.000, ovvero il 35% (percentuale massima raggiunta) della popolazione totale.
Nel 1939 l'etnia russa rappresentava quasi l'8% della popolazione; tuttavia, in seguito al trasferimento di circa 2.000 km² dalla RSS Estone alla RSFS Russa, la percentuale era scesa perché molti vivevano a Ivangorod (allora sobborgo orientale di Narva) e nella contea di Petseri. Dei 20.000 russi stimati rimasti in Estonia, la maggioranza apparteneva alla storica comunità dei Vecchi credenti.
La maggior parte dei russi presenti oggi in Estonia sono discendenti di coloro che si stabilirono durante l'occupazione sovietica tra il 1945 e il 1991. Nel 1989, i russi etnici costituivano il 30,3% della popolazione in Estonia.
In concomitanza con la Rivoluzione cantata, l'Intermovimento, ovvero il "Movimento Internazionale dei Lavoratori della RSS Estone", si preoccupò di salvaguardare la comunità russa e i rifugiati bianchi nelle fasi del processo di riottenimento dell'indipendenza da parte dell'Estonia, facendosi portavoce dei bisogni della più grande minoranza presente nella nazione che di lì a poco sarebbe stata ripristinata.

## Estonia indipendente (dal 1990)
Oggi la maggior parte dei russi risiede a Tallinn e nelle principali città nord-orientali di Narva, Kohtla-Järve, Jõhvi e Sillamäe. Le aree rurali risultano abitate quasi interamente da etnie estoni, ad eccezione della costa del lago dei Ciudi, che vanta la sopraccitata presenza di lunga data dei Vecchi credenti. Nel 2011, la docente di sociologia dell'Università di Tartu Marju Lauristin e altri studiosi hanno operato un'analisi con il patrocinio del Ministero della cultura estone relativa ai gradi di integrazione del 2008 e del 2011 con i seguenti risultati:
| Tasso di integrazione      | Dati del 2008 | Dati del 2011 |
| -------------------------- | ------------- | ------------- |
| Nessuna integrazione       | 7,5%          | 13,2%         |
| Integrazione molto ridotta | 31%           | 25,5%         |
| Integrazione moderata      | 34%           | 29,3%         |
| Integrazione forte         | 27,5%         | 24,3%         |
| Integrazione totale        | -             | 7,7%          |

Sono stati eseguiti dei tentativi da parte del governo estone volti a migliorare i legami con la comunità russa: si pensi al primo ministro Jüri Ratas, il quale ha scelto di apprendere il russo per comunicare meglio con loro. La generazione più giovane si integra meglio con il resto del paese, arruolandosi nell'esercito tramite la coscrizione e migliorando le proprie competenze linguistiche in estone rispetto ai genitori.

### Cittadinanza
La repubblica restaurata ha riconosciuto la cittadinanza solo ai cittadini presenti in Estonia prima del 1940 o ai loro discendenti (compresi i coloni russi stanziatisi sulla costa del lago dei Ciudi e i 10.000 residenti della contea di Petseri), piuttosto che concedere la nazionalità estone a tutti i cittadini sovietici residenti sul suolo nazionale. La legge sulla cittadinanza prevede i seguenti requisiti per la naturalizzazione di coloro che giunsero nel paese dopo il 1940, la maggior parte dei quali di etnia russa: conoscenza a livello medio della lingua estone, dei principi della costituzione e giuramento di fedeltà all'Estonia. Il governo offre corsi di preparazione gratuiti per l'esame sulla Costituzione e sulla legge sulla cittadinanza e rimborsa fino a 380 euro per gli studi linguistici.
Secondo la disposizione normativa, i residenti privi di cittadinanza non possono partecipare alle elezioni del Riigikogu (il parlamento nazionale) né del Parlamento europeo, ma possono prendere parte alle elezioni comunali. Al 2 luglio 2010, l'84,1% dei residenti estoni risultano cittadini estoni, l'8,6% sono cittadini di altri paesi (principalmente Russia) e il 7,3% rientra tra "persone con cittadinanza indeterminata".
Tra il 1992 e il 2007 circa 147.000 persone hanno acquisito la cittadinanza estone o russa o hanno lasciato il paese, portando la percentuale di residenti apolidi dal 32% all'8% circa. Secondo il rapporto 2015 di Amnesty International, circa il 6,8% della popolazione estone non vanta alcuna cittadinanza.
Alla fine del 2014 è stato proposto un emendamento alla legge che avrebbe consentito una facile naturalizzazione dei figli di genitori non cittadini che risiedevano in Estonia da almeno un lustro. L'Estonia è stata inoltre la prima nazione al mondo a introdurre la cittadinanza digitale.

### Requisiti linguistici e attenzione politica estera
La presunta difficoltà delle prove di lingua è diventata materiale di contesa internazionale, poiché il governo della Russia, il Consiglio d'Europa e diverse organizzazioni per i diritti umani sostenevano fosse stato reso impossibile per molti russi in età avanzata cresciuti nella regione baltica conseguire lo status sperato. Di conseguenza, la procedura è stata modificata, ma un'ampia fetta di russi in Lettonia (che ha agito in tale materia in maniera simile) ed Estonia è ancora non cittadino o straniero. Secondo i funzionari estoni, nel 1992, il 32% dei residenti era privo di qualsivoglia forma di cittadinanza, mentre nel maggio 2009 il registro della popolazione ha riportato da una parte che il 7,6% dei residenti ha una cittadinanza indefinita, dall'altra che l'8,4% ha la cittadinanza straniera, per lo più russa. Alcuni rappresentanti delle comunità etniche russe in Lettonia ed Estonia hanno talvolta segnalato casi di discriminazione da parte delle autorità: queste chiamate sono spesso state fatte notare dalla Russia. Dal canto loro, la Lettonia e l'Estonia respingono le accuse, rivolgendosi anzi a Mosca come desiderosa di sfruttarle per scopi politici. Negli ultimi anni, quando esponenti di spicco nella politica russa hanno iniziato a parlare del "vecchio spazio sovietico" come parte della loro sfera di influenza, tali affermazioni hanno infastidito, se non allarmato, le repubbliche baltiche.

### Per contea
| Contea        | Russi (2015) | percentuale (2015) | Russi (2020) | percentuale (2020) |
| ------------- | ------------ | ------------------ | ------------ | ------------------ |
| Harjumaa      | 179210       | 31,1%              | 186031       | 30,7%              |
| Hiiumaa       | 65           | 0.7%               | 59           | 0,6%               |
| Ida-Virumaa   | 107164       | 72,6%              | 99811        | 74,3%              |
| Järvamaa      | 820          | 2.7%               | 749          | 2,4%               |
| Jõgevamaa     | 2144         | 6,9%               | 2087         | 7,3%               |
| Läänemaa      | 1900         | 7,9%               | 1666         | 8,1%               |
| Lääne-Virumaa | 5592         | 9,5%               | 5663         | 9,6%               |
| Pärnumaa      | 6450         | 7,8%               | 5999         | 6,9%               |
| Põlvamaa      | 1057         | 3.8%               | 808          | 3,2%               |
| Raplamaa      | 1276         | 3,7%               | 1120         | 3,3%               |
| Saaremaa      | 291          | 0,90%              | 251          | 0,7%               |
| Tartumaa      | 18174        | 12,0%              | 17311        | 11,3%              |
| Valgamaa      | 3694         | 12,3%              | 3584         | 12,7%              |
| Viljandimaa   | 1249         | 2,6%               | 1126         | 2,4%               |
| Võrumaa       | 1172         | 3,5%               | 1304         | 3,6%               |
| Totale        | 330258       | 25,1%              | 327802       | 24,6%              |

### Esplicative
1. ↑  La maggior parte degli emigranti proveniva se non dalla Russia da Bielorussia e Ucraina.

### Bibliografiche
1. 1 2  (EN) Popolazione per sesso, etnia e contra in Estonia, su stat.ee, 1º gennaio 2018. URL consultato il 1º settembre 2020.
2. ↑  (EN) Lyle Campbell, Historical Linguistics: An Introduction, Edinburgh University Press, 2013,  p. 497, ISBN 978-07-48-67560-9.
3. ↑  (EN) Raymond Hickey e Stanislav Puppel, Language History and Linguistic Modelling, Walter de Gruyter, 2010,  p. 847, ISBN 978-31-10-82075-1.
4. ↑  (EN) Toivo Miljan, Historical Dictionary of Estonia, 2ª ed., Rowman & Littlefield, 2015,  p. 448, ISBN 978-08-10-87513-5.
5. ↑  (EN) Toivo Miljan, Historical Dictionary of Estonia, Scarecrow Press, 2004,  p. 420, ISBN 978-08-10-86571-6.
6. ↑  (EN) Ain Mäesalu, Could Kedipiv in East-Slavonic Chronicles be Keava hill fort? (PDF), in Estonian Journal of Archaeology, vol. 199, n. 1. URL consultato l'8 settembre 2020.
7. ↑  (EN) K. Kuutma, Collaborative Representations: Interpreting the Creation of a Sámi Ethnography and a Seto Epic, Academia scientiarum Fennica, 2006,  p. 242, ISBN 978-95-14-10969-0.
8. ↑  (EN) Robert B. Klapan, Language Planning and Policy in Europe: The Baltic States, Ireland and Italy, Multilingual Matters, 2005,  p. 135, ISBN 978-18-47-69028-9.
9. ↑  (EN) Steven C. Hause e William S. Maltby, Essentials of Western Civilization: A History of European Society to 1715, Wadsworth, 2000,  p. 225, ISBN 978-05-34-57871-8.
10. ↑  (EN) Virginia Military Institute, The Journal of Military History, vol. 68, George C. Marshall Foundation, 2004,  p. 33.
11. ↑  (EN) Lucien Ellington, Eastern Europe: An Introduction to the People, Lands, and Culture, ABC-CLIO, 2005,  p. 65, ISBN 978-15-76-07800-6.
12. ↑  (EN) David James Smith, The Baltic States and Their Region: New Europe Or Old?, Rodopi, 2005,  p. 234, ISBN 978-90-42-01666-8.
13. ↑   Estonia: le diverse minoranze [collegamento interrotto], su miksike.ee. URL consultato l'8 settembre 2020.
14. ↑  (EN) Markku Suksi, Autonomy: Applications and Implications, Martinus Nijhoff Publishers, 1998,  p. 253, ISBN 978-90-41-10563-9.
15. ↑  (EN) Sophia Kishkovsky, Patriarch Aleksy II, Russian Orthodox Leader, Dies at 79, su New York Times, 6 dicembre 2008. URL consultato l'8 settembre 2020.
16. ↑   Antonio Giangrande, Massoneriopoli: Massoneria e Potere, AG,  p. 335.
17. ↑  (EN) Gunter Faure e Teresa Mensing, The Estonians: The long road to independence, Lulu.com, 2012,  pp. 247-248, ISBN 978-11-05-53003-6.
18. ↑  (EN) Olaf Mertelsmann, The Sovietization of the Baltic States, 1940-1956, KLEIO Ajalookirjanduse Sihtasutus, 2003,  p. 137, ISBN 978-99-85-93041-0.
19. ↑  (EN) Judy Batt e Kataryna Wolczuk, Region, State, and Identity in Central and Eastern Europe, Psychology Press, 2002,  p. 91, ISBN 978-07-14-65243-6.
20. ↑  (EN) Congresso degli USA, Conditions in the Baltic States and in Other Countries of Eastern Europe, 1965,  p. 29.
21. ↑  (EN) Nikolaĭ Fedorovič Bugaĭ, The Deportation of Peoples in the Soviet Union, Nova Publishers, 1996,  p. 166, ISBN 978-15-60-72371-4.
22. 1 2  (EN) Gunter Faure e Teresa Mensing, The Estonians: the long road to independence, Lulu.com, 2012,  p. 6, ISBN 978-11-05-53003-6.
23. ↑  (EN) Jeff Chinn e Robert John Kaiser, Russians as the new minority, Westview Press, 1996,  p. 97, ISBN 978-08-13-32248-3.
24. ↑  (EN) David James Smith, Estonia: Independence and European Integration, Psychology Press, 2001,  p. 38, ISBN 978-04-15-26728-1.
25. ↑  (EN) Toivo U. Raun, Estonia and the Estonians, 2ª ed., Hoover Press, 2002,  p. 226, ISBN 978-08-17-92853-7.
26. ↑  (EN) Marju Lauristin et al., Estonian Integration Monitoring 2011 (PDF)[collegamento interrotto], Ministero della cultura dell'Estonia,  p. 9, ISBN 978-99-49-92741-8.
27. 1 2  (EN) Alistair Scrutton e David Mardiste, Wary of divided loyalties, a Baltic state reaches out to its Russians, su Reuters, 24 febbraio 2017. URL consultato l'8 settembre 2020.
28. ↑  (EN) Estonian passport holders at risk, su The Baltic Times, 21 maggio 2008. URL consultato l'8 settembre 2020.
29. ↑  (EN) Rett R. Ludwikowski, Constitution-making in the Region of Former Soviet Dominance, Duke University Press, 1996,  p. 87, ISBN 978-08-22-31802-6.
30. ↑  (EN) Citizenship Act of Estonia, su legislationonline.org. URL consultato l'8 settembre 2020 (archiviato dall'url originale il 27 settembre 2007).
31. ↑  (EN) Government to develop activities to decrease the number of non-citizens, su valitsus.ee. URL consultato l'8 settembre 2020 (archiviato dall'url originale il 1º settembre 2009).
32. 1 2  (EN) Arch Puddington et al., Freedom in the World 2008: The Annual Survey of Political Rights & Civil Liberties, Rowman & Littlefield, 2008,  p. 248, ISBN 978-07-42-56306-3.
33. ↑  (EN) Estonian citizenship, su estonia.eu. URL consultato l'8 novembre 2020 (archiviato dall'url originale il 1º giugno 2012).
34. ↑  (EN) Amnesty International report 2014/15: the State of the world's human rights, su Amnesty International, 25 febbraio 2015. URL consultato l'8 settembre 2020.
35. ↑   Toomas Pott, Il Riigikogu si incontra per discutere della semplificazione della cittadinanza, su err.ee. URL consultato l'8 settembre 2020.
36. ↑   Sara Stefanini, E-residency, in Estonia la cittadinanza digitale si ottiene con un clic, su la Repubblica, 2 agosto 2015. URL consultato il 1º settembre 2020.
37. 1 2   L'incredibile storia di come i cittadini estoni sono stati considerati apolidi dal loro stesso governo, su scambieuropei.info. URL consultato il 1º settembre 2020.
38. ↑  (EN) Citizenship, su vm.ee, 28 giugno 2007. URL consultato l'8 settembre 2020 (archiviato dall'url originale l'11 luglio 2007).
39. ↑  (EN) Vladimir Socor, Kremlin Refining Policy in 'Post-Soviet Space', su jamestown.org, 8 febbraio 2005. URL consultato il 1º settembre 2020 (archiviato dall'url originale il 3 luglio 2007).
40. ↑   Guido De Franceschi, A cent'anni dall'indipendenza, gli stati baltici temono ancora Mosca, su Il Foglio, 16 febbraio 2018. URL consultato il 1º settembre 2020.
41. ↑  (EN) Statistic Estonia (Population archive)- RV0222: Population by sex, ethnic nationality and county, 1 january (2012-2017), su andmed.stat.ee. URL consultato il 16 ottobre 2021.
42. ↑  (EN) Statistic Estonia (Population figure and composition) - RV0222U: Population by sex, ethnic nationality and county, 1 january. Administrative division as at 01.01.2018, su andmed.stat.ee. URL consultato il 16 ottobre 2021.